# بريان تايفا
بريان تايفا (بالإسبانية: Bryan Taiva)‏ هو مدرب كرة قدم ولاعب كرة قدم تشيلي في مركز الهجوم، ولد في 17 يونيو 1995 في سانتياغو في تشيلي. لعب مع نادي أونيفرسيداد دي تشيلي.

## وصلات خارجية
- بريان تايفا على موقع قاعدة بيانات كرة القدم.إي يو (الإنجليزية)
- بريان تايفا على موقع Soccerway.com (الإنجليزية)